# Johann Conrad Neher
Johann Conrad Neher (* 8. August 1818 in Schaffhausen; † 11. Dezember 1877 ebenda) war ein Schweizer Industrieller.

## Biografie
Der zweitälteste Sohn von Johann Georg Neher besuchte zusammen mit seinem Bruder Bernhard Neher verschiedene Schulen in Schaffhausen, Neuhausen am Rheinfall und Stäfa. 1835 hielt er sich in Vevey auf, wo er seine Kenntnisse der französischen Sprache vertiefte. Er studierte von 1835 bis 1836 Berg- und Hüttenwesen am Polytechnikum Karlsruhe und erweiterte seine technischen Kenntnisse in einer Maschinenfabrik in Strassburg.
Ab 1836 war er im Eisenhüttenbetrieb und der Gusswarenfabrik seines Vaters tätig, die er weiter ausbaute. Sowohl sein Vater als auch seine beiden Brüder Bernhard und Johann Georg Moser-Neher erkannten an, dass Johann Conrad der beste Mineraloge und Techniker unter den Nehers war. Seine Hauptaufgabe war die Leitung der Eisenwerke im Laufen, bei Problemen aller Art war sein Rat jedoch auch im neherschen Bergwerk am Gonzen und in den Hüttenwerken Thorberg gefragt. So zeigte sich 1837, dass die Qualität des aus dem Gonzen geförderten Eisenerzes nicht den Anforderungen für eine zeitgemässe Aufarbeitung entsprach, da es zu viel Schwefelkies enthielt. Dieses konnte beim Rösten des Erzes nicht zerstört werden.
Johann Conrad reiste nach Plons bei Mels, wo das Gonzen-Erz verhüttet wurde und gab Anweisung, das ganze Erz vor dem Rösten zu waschen und von Hand auszuscheiden. Dadurch konnte der Schwefelkies in ausreichender Menge entfernt werden. Auch Probleme mit einem zu hohen Mangangehalt, das in anderen Gängen des Gonzen gebrochen worden war, konnte er lösen. Er mischte weiches, aus Schottland stammendes Roheisen und manganreiches Eisen aus dem Gonzen, schmolz es im Kupolofen und konnte so erreichen, dass durch das Mangan der hohe Schwefelgehalt des Schottischen Eisens stark vermindert werden konnte.
1853 gründete er zusammen mit seinem Schwager Friedrich Peyer im Hof und Heinrich Moser die Schweizerische Waggons-Fabrik in Neuhausen am Rheinfall, die später in Schweizerische Industrie-Gesellschaft (SIG) umbenannt wurde. Während Moser der wichtigste Geldgeber bei dieser Gründung war und Peyer die Verbindungen mit den Eisenbahngesellschaften garantierte, übernahm Conrad Neher die technische Leitung der neuen Gesellschaft. Neher war es auch zu verdanken, dass sich die Waggonfabrik an der Weltausstellung Paris 1855 beteiligen konnte. Erste Produkte waren Wagen für die Eisenbahn sowie für die aufkommenden Pferdebahnwagen, die in den Schweizer Städten als Rösslitram bezeichnet wurde.

## Politische Ämter
Johann Conrad Neher war von 1851 bis 1854 Schaffhauser Kantonsrat, von 1866 bis 1876 Grosstadtrat von Schaffhausen. 1860 gründete er die Gemeinnützige Gesellschaft Schaffhausen, der er von 1860 bis 1864 als Präsident vorstand.
Er war vermählt mit Carolina Stokar von Neuforn.